# Cibetka malá
Cibetka malá (Viverricula indica) je cibetka přirozeně se vyskytující v jižní a jihovýchodní Asii. Na Červeném seznamu IUCN patří mezi málo dotčené taxony, díky svému rozsáhlému rozšíření, množství obývaných habitatů a zdravé populaci obývající i zemědělskou krajinu v mnoha zemích.

## Popis
Cibetka malá má hrubší srst hnědavě šedé až plavohnědé barvy obvykle s několika podélnými černými nebo hnědými pruhy na zádech a podélnými řadami skvrn po stranách. Obvykle jde o čtyři až pět řad skvrn na každé straně. Někteří jedinci mají nejasné linie či skvrny u jiných chybějí pruhy na hřbetě. Hlava je šedá nebo hnědavě šedá, brada je často hnědá. Uši jsou krátké a zaoblené s tmavou skvrnou za každým uchem. Nohy jsou hnědé nebo černé. Ocas je černo-bíle pruhovaný. Délka od hlavy k ocasu je 53 až 58 cm, ocas dosahuje délky 38 až 43 cm.

## Výskyt
Cibetka malá žije na většině území Indie, na Srí Lance, v Myanmaru, Thajsku, Laosu, Kambodži, Vietnamu, ve střední a jižní Číně a na Tchaj-wanu. Historické záznamy hovoří o jejich výskytu i v Bhútánu, Bangladéši, na Malajském poloostrově, na Jávě a na Bali, ale o jejich současném výskytu záznamy nejsou. Nejasný je i jejich výskyt v Singapuru.
V nepálském Národním parku Čitvan jsou hojně rozšířeny na lučinách a v porostech damarovníku obrovského. V roce 2008 byl jejich výskyt poprvé zaznamenán v oblasti lužních lesů Národního parku Dachigam ležícím v oblasti Džammú a Kašmíru ve výšce 1770 m n. m. V severovýchodní Indii žijí až do nadmořské výšky 2500 m. V Myanmaru žijí ve smíšených a bambusových lesích Národního parku Hlawga, v údolí Hukawng a v Národním parku Alaungdaw Kathapa.
V Thajsku cibetky malé žijí v Národních parcích Kaeng Krachan a Khao Yai, v galeriových lesích Přírodní rezervace Thung Yai  v sekundárních lesích a porostech dvojkřídláčovitých v Přírodní rezervaci Huai Kha Khaeng.

### Výskyt ve východní Africe
Cibetky malé byly zavlečeny na Madagaskar. Jejich výskyt byl zaznamenán v Národním parku Ranomafana v jihovýchodní části ostrova, v nechráněných suchých listnatých lesích poblíž Mariarana v severozápadní části ostrova a v chráněných územích Masoala-Makira na severu. Dostaly se do volné přírody také na ostrovech Pemba a Mafia v Zanzibarském souostroví, kde se původně chovaly v zajetí pro své pižmo, které se využívá v tradiční africké medicíně a také jako vůně do parfémů.

## Ekologie a chování
Cibetky malé jsou noční živočichové. Obývají díry v zemi, najdeme je pod kameny a v hustém křoví. Netvoří trvalé páry, párují se pouze za účelem páření či lovu. Pohybují se převážně po zemi, ale dokáží i obratně šplhat. Spí v norách či v dutých kmenech. Nory si vyhrabávají vlastní nebo zabírají opuštěné nory jiných druhů. Na předměstích používají jako provizorní nory i různé žlaby a jiné tmavé duté prostory. Živí se hlodavci, ptáky, plazy, ale také kořínky, ovocem a mršinami. Samičky mívají obvykle čtyři až pět mláďat. Cibetky malé se dožívají osmi až devíti let.